# Skala uciążliwości szlaków kajakowych

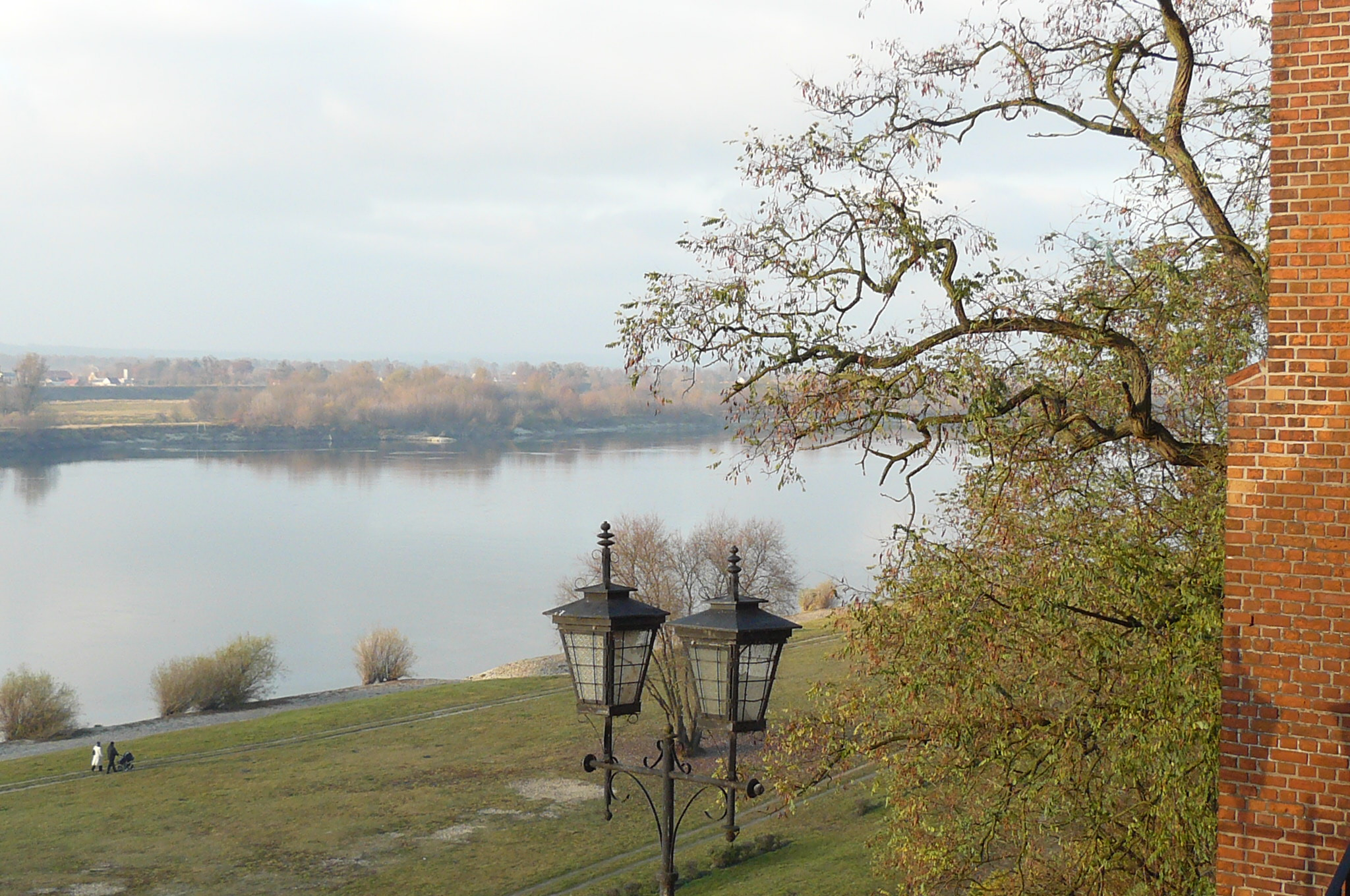
Wisła - szlak o uciążliwości U1 (nieuciążliwy)

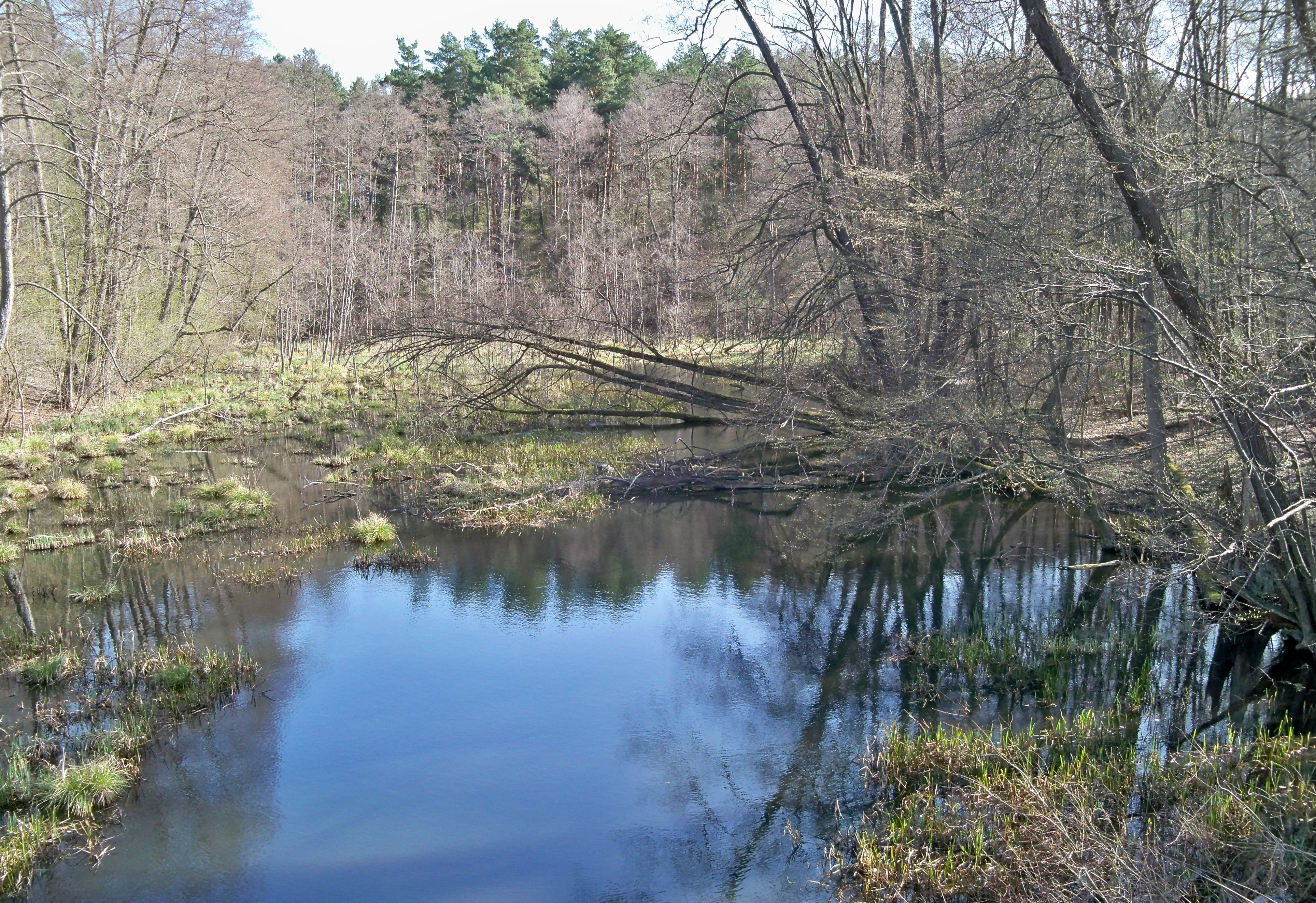
Pliszka - szlak o uciążliwości U4-3 (uciążliwy, miejscami dość uciążliwy)

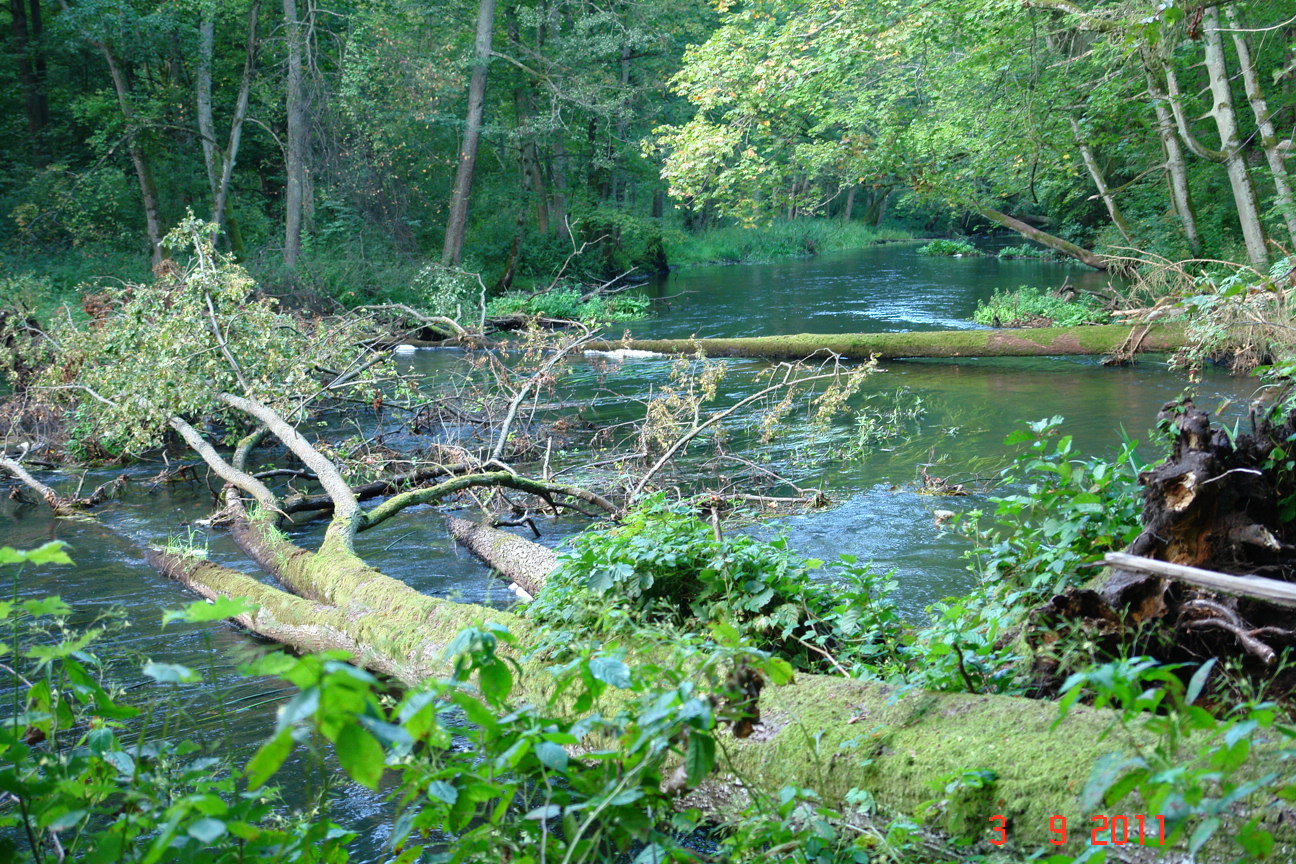
Pasłęka - na szlaku zdarzają się miejsca o ocenie U6 (nadzwyczaj uciążliwe)

Skala uciążliwości szlaków kajakowych – jedna z trzech skal opisujących charakterystykę szlaków kajakowych. Pozostałe to skala trudności i skala atrakcyjności (malowniczości).
Kategoria uciążliwości jest bardziej subiektywną od skali trudności, gdyż zależy od wielu czynników, często zmiennych i różnie odbieranych przez poszczególnych użytkowników trasy. Uciążliwość determinowana jest przez przeszkody wymagające reakcji turysty – przenoski lub przeciąganie kajaka, holowanie, przeciskanie się pod pniami lub kładkami, przepychanie przez zarośnięte koryto, itp. Uciążliwości mogą być stałe (np. jazy, elektrownie, śluzy) lub okresowe (np. stan wód, zarastanie latem). Uciążliwość zależy też od użytkowanego sprzętu (np. w przypadku kajaka składanego trzeba bardziej uważać na ochronę poszycia niż w przypadku kajaka poliestrowego), posiadania wózka do transportu kajaka lub doświadczenia uczestników spływu.
Biorąc pod uwagę wszystkie powyższe czynniki, przyjmuje się, że uciążliwość szlaku kajakowego podawana jest dla dwójki przeciętnie sprawnych turystów. Każdy szlak może okazać się o stopień mniej lub bardziej uciążliwy dla innych.
Klasyfikacja uciążliwości szlaków kajakowych:
- U1 (szlak nieuciążliwy) – brak przeszkód wymagających wysiadania z kajaka, ewentualnie przeszkody, których pokonanie zabiera mniej niż 10% czasu przeznaczonego na płynięcie,
- U2 (szlak nieco uciążliwy) – wysiadanie konieczne, przeszkody, których pokonanie zabiera od 10% do 25% czasu przeznaczonego na płynięcie,
- U3 (szlak dość uciążliwy) – wysiadanie konieczne, przeszkody, których pokonanie zabiera od 25% do 50% czasu przeznaczonego na płynięcie,
- U4 (szlak uciążliwy) – wysiadanie konieczne, przeszkody, których pokonanie zabiera od 50% do 100% czasu przeznaczonego na płynięcie,
- U5 (szlak bardzo uciążliwy) – wysiadanie konieczne, przeszkody, których pokonanie zabiera od 100% do 200% czasu przeznaczonego na płynięcie,
- U6 (szlak nadzwyczaj uciążliwy) – wysiadanie konieczne, przeszkody, których pokonanie zabiera ponad 200% czasu przeznaczonego na płynięcie.

Nieczęsto zdarza się, że określony odcinek rzeki, a zwłaszcza cała rzeka, posiada jeden, równy poziom uciążliwości. Dlatego też stosuje się opisy łamane, np.:
- U1-2 - na rzece występują zarówno miejsca o uciążliwości U1, jak i U2, porównywalnie często,
- U3(5) - rzeka posiada uciążliwość U3, ale występuje co najmniej jedno miejsce o uciążliwości U5,
- U5-4 - na rzece występują zarówno uciążliwości U5 jak i U4, ale z naciskiem na U5 (częściej).